# Personal Jesus
Personal Jesus – singel zespołu Depeche Mode promujący album Violator. Na stronie B umieszczono piosenkę Dangerous. 
W 2004 r. magazyn Rolling Stone umieścił ten utwór na liście 500 utworów wszech czasów na 368. miejscu, a we wrześniu 2006 r. magazyn Q uwzględnił na swojej liście "100 Greatest Songs Ever". Piosenka stała się wielkim hitem na całym świecie. Covery tej piosenki wykonali m.in. Marilyn Manson i Johnny Cash. 
Utwór został zainspirowany książką Elvis i Ja napisaną przez Priscillę Presley. Po raz pierwszy w piosence Depeche Mode gitara jest dominującym instrumentem. Reżyserem teledysku był Anton Corbijn.

## Personal Jesus (1989)

### Notowania na listach przebojów
| Listy przebojów (1989)           | Miejsce |
| -------------------------------- | ------- |
| US Billboard Hot 100             | 28      |
| US Billboard Hot Dance Club Play | 12      |
| US Billboard Modern Rock Tracks  | 3       |
| UK Singles Chart                 | 13      |

### Wydany w krajach
- Argentyna (12", MC)
- Australia (7", 12", MC)
- Belgia (7", 12", CD)
- Brazylia (CD)
- Francja (7", 12", MC, CD)
- Hiszpania (7", 12")
- Japonia (CD)
- Kanada (12", MC)
- Meksyk (7", 12", MC)
- Niemcy (7", 12" CD)
- Szwecja (7", 12")
- Unia Europejska (CD)
- USA (12", MC, CD)
- Wielka Brytania (7", 12", MC, CD, 3" CD)
- Włochy (7", 12")

### Informacje
- Nagrano w Logic Studios (Mediolan, Włochy)
- Mixowanie: Francois Kervorkian, Flood, Daniel Miller
- Produkcja
- Teksty i muzyka Martin Lee Gore

### Twórcy
- David Gahan – wokale główne, sampler
- Martin Gore – gitara, sampler, chórki
- Andrew Fletcher – syntezator, zarządzanie, gitara basowa, sampler, chórki
- Alan Wilder – syntezator, perkusja elektroniczna, sampler, chórki

### WydaniaMute
- BONG 17 wydany 29 sierpnia 1989
  1. Personal Jesus – 3:45
  2. Dangerous – 4:20

- G BONG 17 wydany 29 sierpnia 1989
  1. Personal Jesus – 3:43
  2. Dangerous (Hazchemix Edit) – 3:03
  3. Personal Jesus acoustic – 3:27

- L12 BONG 17 wydany 29 sierpnia 1989
  1. Personal Jesus (Pump Mix) – 7:49
  2. Personal Jesus (Telephone Stomp Mix) – 5:34
  3. Dangerous (Hazchemix) – 5:35

- 12 BONG 17 wydany 29 sierpnia 1989
  1. Personal Jesus (Holier Than Thou Approach) – 5:43
  2. Personal Jesus (7" version) – 3:43
  3. Personal Jesus (Pump Mix) – 7:49
  4. Dangerous (Hazchemix) – 5:35
  5. Dangerous (7" version) – 4:19

- P12 BONG 17 wydany 29 sierpnia 1989
  1. Personal Jesus (Pump Mix) – 7:49
  2. Dangerous (Hazchemix) – 5:35

- C BONG 17 wydany 29 sierpnia 1989
  1. Personal Jesus – 3:45
  2. Dangerous – 4:20

- CD BONG 17 wydany 29 sierpnia 1989
  1. Personal Jesus (Holier Than Thou Approach) – 5:49
  2. Dangerous (Sensual Mix) – 5:22
  3. Personal Jesus acoustic – 3:27

- CD BONG 17 wydany kiedy – reedycja
  1. Personal Jesus (Holier Than Thou Approach) – 5:49
  2. Dangerous (Sensual Mix) – 5:22
  3. Personal Jesus acoustic – 3:27

- LCD BONG 17 wydany 29 sierpnia 1989
  1. Personal Jesus (Pump Mix) – 7:49
  2. Personal Jesus (Telephone Stomp Mix) – 5:34
  3. Dangerous (Hazchemix) – 5:35

### WydaniaSire/Reprise
- 21328-0 wydany 19 września 1989

1. Personal Jesus (Holier Than Thou Approach) – 5:43
2. Personal Jesus (7" version) – 3:43
3. Personal Jesus (Pump Mix) – 7:49
4. Dangerous (Hazchemix) – 5:35
5. Dangerous (7" version) – 4:19

- PRO-A-3696 wydany 1989

1. Personal Jesus acoustic version – 3:25
2. Personal Jesus acoustic version – 3:25

- 21328-4 wydany 19 września 1989

1. Personal Jesus (Holier Than Thou Approach) – 5:43
2. Personal Jesus (7" version) – 3:43
3. Dangerous (Sensual Mix) – 5:22
4. Personal Jesus acoustic  – 3:26
5. Dangerous (Hazchemix) – 5:35
6. Personal Jesus (Telephone Stomp Mix) – 5:30
7. Personal Jesus (Pump Mix) – 7:49
8. Dangerous (7" version) – 4:19

- 21328-2 wydany 19 września 1989

1. Personal Jesus (7" version) – 3:43
2. Personal Jesus (Holier Than Thou Approach)- 5:43
3. Dangerous (Hazchemix) – 5:35
4. Personal Jesus (Pump Mix) – 7:49
5. Personal Jesus acoustic  – 3:26
6. Dangerous (Sensual Mix) – 5:22
7. Personal Jesus (Telephone Stomp Mix) – 5:30
8. Dangerous (7" version) – 4:19

- 19941-4 wydany 9 stycznia 1990

1. Personal Jesus (7" version) – 3:43
2. Dangerous (7" version) – 4:19

## Personal Jesus 2011
Personal Jesus 2011 – jedyny singel grupy Depeche Mode z albumu Remixes 2: 81–11, wydany w różnych krajach, poza USA (w USA został wydany singel Behind the Wheel 2011). Remiksu tego singla dokonał Stargate. Autorami remiksów tego singla są Alex Metric i Sie Medway-Smith.

## Twórcy
- David Gahan – wokale główne
- Martin Gore – gitara, chórki
- Stargate – syntezatory, automat perkusyjny, perkusja elektroniczna, miksowanie, zarządzanie